# 耶律解里
耶律解里（？—？）字泼单，辽国官员。契丹人。耶律突吕不部人。世代为小吏。

## 经历
耶律解里早年隶属辽太宗麾下，提拔为军校。天显年间，后唐攻陷定州，耶律解里为后唐兵所俘虏；936年晋高祖称帝，才归国。辽太宗赦免了他，封他御史大夫。
会同九年（946年）讨伐后晋，辽兵到游沱河，夺中渡桥，俘获杜重威。辽太宗命令耶律解里与降将张彦泽率骑兵三千快速到达河南岸，一路所至无人敢阻拦他。辽军入汴梁，耶律解里等将后晋皇帝石重贵于开封府。张彦泽恣意杀掠，作乱宫掖，耶律解里不能禁止，百姓舆论哗然，没有不怨愤的。辽太宗车驾至汴京，治张彦泽数罪，斩张彦泽于市，汴梁百姓非常高兴；耶律解里也被诘责，不久重新启用。
天禄年间，加守太子太傅。应历初年，封本部令稳，耶律解里后代世袭其职，后去世。

## 资料
- 《辽史》卷76 列传第6